# Cyclanthaceae
Cyclanthaceae Poit. ex A.Rich. è una famiglia di angiosperme monocotiledoni appartenente all'ordine Pandanales, diffusa nei neotropici.

## Tassonomia
Il sistema Cronquist) considerava Cyclanthaceae come unica famiglia nell'ordine Cyclanthales. La moderna classificazione APG IV (2016) la assegna all'ordine Pandanales nel clade delle monocotiledoni.
La famiglia ed è composta da 12 generi con un totale di circa 230 specie conosciute:
- Asplundia Harling
- Carludovica Ruiz & Pav.
- Chorigyne R.Erikss.
- Cyclanthus Poit.
- Dianthoveus Hammel & Wilder
- Dicranopygium Harling
- Evodianthus Oerst.
- Ludovia Brongn.
- Schultesiophytum Harling
- Sphaeradenia Harling
- Stelestylis Drude
- Thoracocarpus Harling

## Usi
Una delle specie più note è Carludovica palmata, coltivata in Ecuador, Bolivia e Perù, dove viene utilizzata per le foglie, con le cui fibre vengono confezionati i cappelli di Panama.
Asplundia divergens viene usato come ingrediente per la preparazione della bevanda allucinogena ayahuasca.